# Polytaenium intramarginale
Polytaenium intramarginale är en kantbräkenväxtart som först beskrevs av Bak. och Jenman, och fick sitt nu gällande namn av Arthur Hugh Garfit Alston. Polytaenium intramarginale ingår i släktet Polytaenium och familjen Pteridaceae. Inga underarter finns listade.